# Урочище Аршиця
А́ршиця — заповідне урочище в Українських Карпатах, в масиві Горгани. Розташоване в межах Рожнятівського району Івано-Франківської області, на південний схід від села Мислівка. 
Площа 205,8 га. Статус надано 1979 року. Перебуває у віданні ДП «Брошнівське лісове господарство» (Лугівське л-во: кв. 26, вид 23, кв. 27, вид. 27, Ілемнянське л-во: кв. 28, вид. 8-10, 13-15). 
Створене з метою збереження високогірних пралісів на межі переходу від мішаних до чистих смерекових лісів (вік 250—300 років) і далі до заростей сосни гірської (вік 230 років). Урочище простягається в межах північно-східних схилів гори Горган-Ілемський в межах хребта Аршиця, в напрямку гори Верх-Слобушниця, на висотах 1200—1587 м. над р. м. 

## Догляд
Охоронні знаки встановлено громадською організацією «Карпатські стежки» в 2007 році за сприяння Посольства Королівства Нідерландів в Україні.

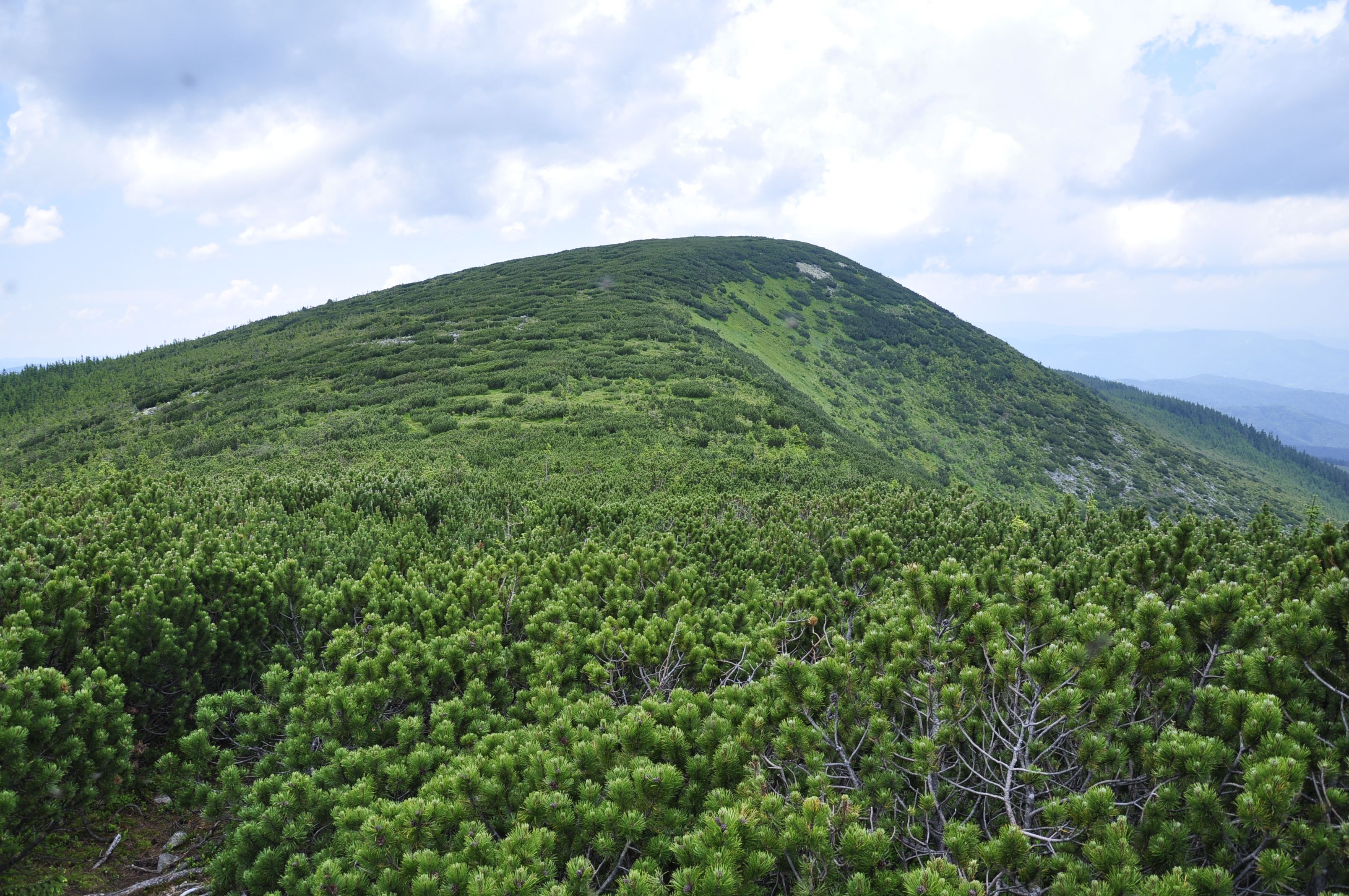
Стрімкіший північний схил хребта входить до заповідного урочища
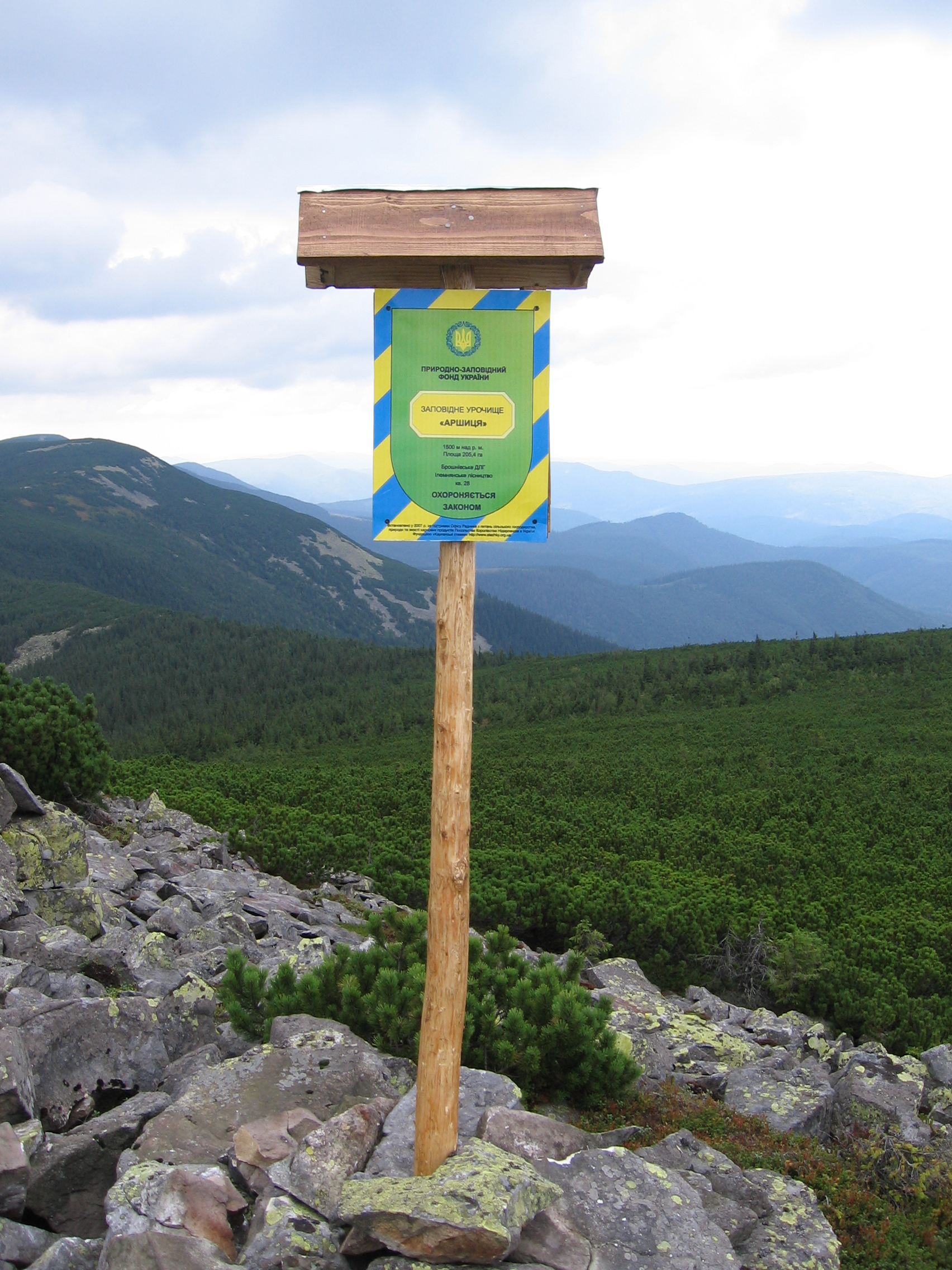
Охоронний знак на горі Верх-Слобушниця (знищений, взамін встановлений інший)
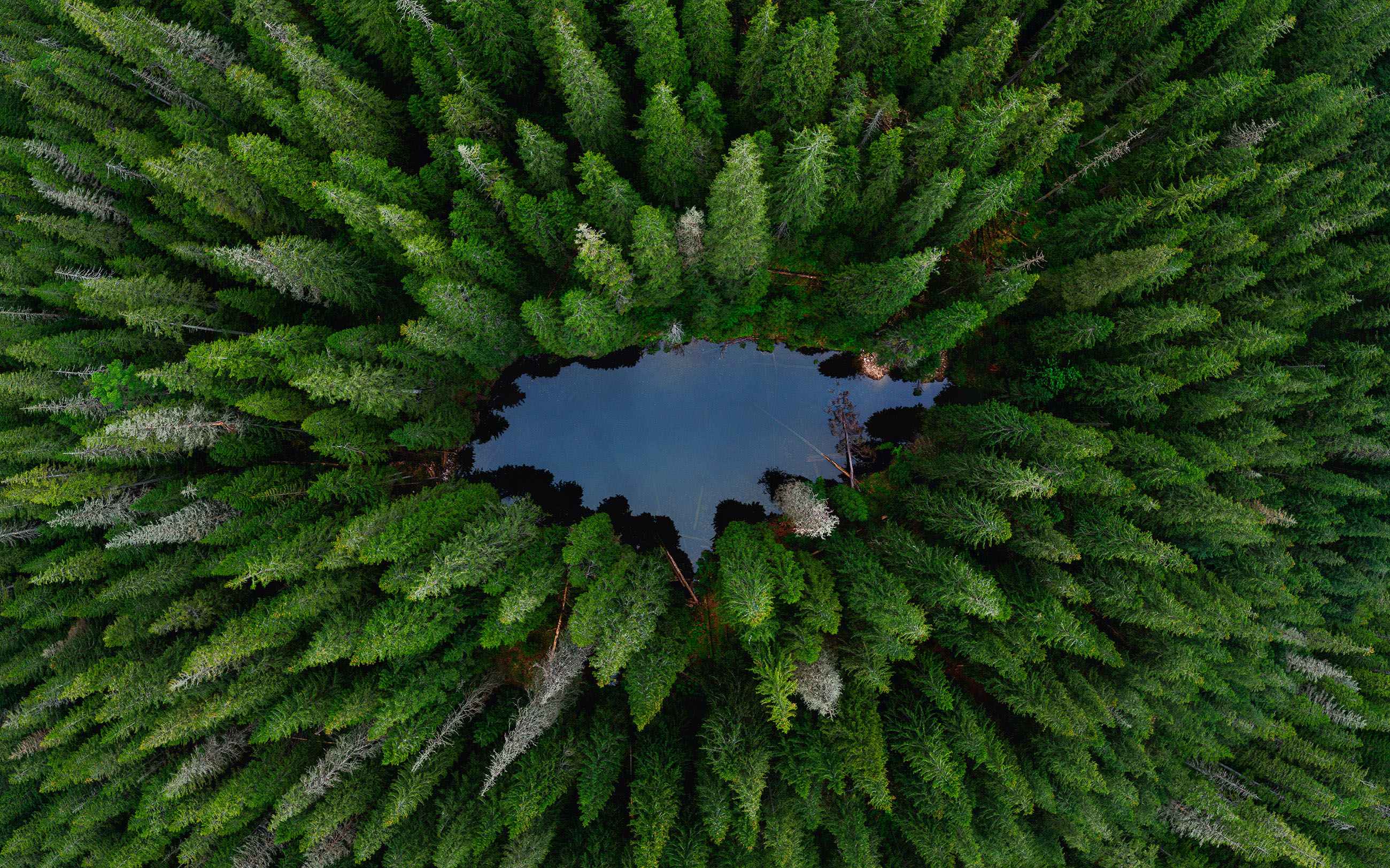
Озеро Аршиця